# Muški
Die Muški (Muschki, assyrisch: Mu-uš-ki, KURMuš-ka-a-ia) waren ein altorientalisches Volk in Anatolien, das mehrheitlich mit den Phrygern gleichgesetzt wird. Einige Forscher, darunter Djakonow, sind überzeugt, dass die Muški proto-Armenier waren.

## Geschichte
Die erste Erwähnung der Muški findet sich in den Annalen des assyrischen Königs Tiglat-pileser I. (1114 bis 1076 v. Chr.), dessen erster Feldzug sich gegen die Muški richtete, die assyrisches Gebiet am oberen Euphrat besetzt hatten. Sie hatten sich seit 50 Jahren in Alzi und Purulumzi, dem fruchtbaren Hügelland zwischen der Quelle des westlichen Arms des Tigris und der Flussschleife bei Amedi, dem späteren „Assyrischen Dreieck“ angesiedelt, nach den Annalen 20.000 Mann unter fünf Königen. Tiglat-pileser überschritt den Berg Kaššiari und brachte den Muški in der Schlacht am Berg Kaschiari eine vernichtende Niederlage bei. Unter Aššur-nirari III. fielen die Muški nach Hanilgabat ein, aber die Hurriter konnten sich in Katmuḫḫi und Paphu halten.
In hethitischen Texten werden die Muški nicht erwähnt. Das Volk wird auch in spätluwischen Inschriften genannt, darunter in der Türkmen-Karahöyük-Inschrift (8. Jh. v. Chr.), wo König Hartapu von einem Sieg über die Muska berichtet.
Weitere Belege finden sich in neo-assyrischen Quellen. Sargon II. (721 bis 705 v. Chr.) erwähnt einen König namens Mitā, der mit dem phrygischen König Midas gleichgesetzt wird. Diese Muški werden gewöhnlich mit den Phrygern oder Mysern in Anatolien gleichgesetzt. Damit halten einige Autoren die Muški für die Zerstörer des Hethiterreiches, wie andere die sog. Seevölker oder die Kaškäer. Auch die Bryger, nach Herodot ein in Thrakien ansässiges Volk, werden erwogen.

## Moschoi
Oft werden die Muschki mit den antiken Moschoi (Μόσχοι) griechischer Quellen gleichgesetzt, deren Siedlungsgebiet jedoch deutlich weiter nordwestlich, am Schwarzen Meer, lag. Flavius Josephus identifizierte die Moschoi mit den biblischen Mesech.

## Bibel
1897 setzte Morris Jastrow von der Universität Philadelphia das Muški (er bevorzugt die Lesung Muski) der Inschriften von Chorsabad und der Annalen Sargons mit dem biblischen Mesech gleich und nahm an, dass es im Taurusgebirge lag.
In der Völkertafel von Genesis 10, 23 bzw. 1 Chronik 1, 17 werden aus dem Stamm Sem als Arams Söhne Uz, Hul, Geter und Masch (Mas) genannt. Traditionell gilt Masch als der Stammvater der aramäischen Bevölkerung des Tur Abdin. Damit wären die Muschki der Zeit Tiglat-Pilesers ein lokaler aramäischer Stamm und hätten nichts mit den Moschoi zu tun.

## Könige
- Fünf Könige (TP I.)
- Mitā (Sargon)